# Derrick Ng
Derrick Ng (* 21. September 1987) ist ein kanadischer Badmintonspieler.

## Karriere
Derrick Ng wurde 2011 kanadischer Meister im Herrendoppel mit Adrian Liu. 2014 konnten sie ihren Erfolg bei der gleichen Veranstaltung wiederholen. 2010 hatten beide bereits die Guatemala International und die Peru International gewonnen. Ng nahm auch an den Badminton-Weltmeisterschaften 2009 und 2011 teil.